# برمواستیک اسید
برمواستیک اسید (به انگلیسی: Bromoacetic acid) یک ترکیب شیمیایی با شناسه پاب‌کم ۶۲۲۷ است. شکل ظاهری این ترکیب، بلورهای جامد سفید تا زرد روشن است.